# Ni-resist
Le Ni-resist ou Niresist, voire la fonte niresist, est un matériau, véritable alliage de fonte au nickel à teneur en nickel assez forte, grosso modo de 10 à 40 % en masse. 

## Présentation
La fonte niresist à teneur élevé en Ni présente une bonne résistance aux températures élevées ou basses, aux variations thermiques, ainsi qu'une bonne résistance à la corrosion, du fait du nickel inséré ce qui justifie l'appellation technique.
Les alliages "Ni-resist" commerciaux représentent un groupe de fontes spécifiques ou alliages de fer, comportant en plus du fer, 3 % de C, 13,5 % à 36 % de Ni, parfois du cuivre jusqu'à 6,5 % mais aussi du chrome (parfois en alliage élevé comme le nickel), du molybdène, du silicium...
Il a une teneur en nickel plus forte que le Ni-hard ou nihard, une fonte à 2,7 % C mais plus faiblement alliée avec des corps semblables. Il peut être rapproché des fontes Durion de 13 % à 16 %  de silicium, très dures et résistantes à l'acide sulfurique. Néanmoins la gamme de ces alliages de fer et de nickel varie beaucoup sur l'échelle de dureté, et encore plus en ductilité.
La présence de carbone permet l'analogie avec la "fonte grise" commune, montrant dans la microstructure des "flocons de graphite fins". Mais la présence du nickel et des autres éléments métalliques non ferreux éventuels augmente indéniablement la résistance mécanique et la résistance à l'impact, ainsi que la résistance aux hautes températures. Ces alliages peuvent être usinés et soudés.
Le "Ni-resist" présente une bonne résistance à la chaleur, au moins jusqu'à 800 °C. Son coefficient d'expansion ou de dilatation thermique est très proche de celui du métal aluminium.
La résistance à la corrosion est plus forte que celle de la fonte grise, mais bien sûr plus faible que le métal nickel pur. L'attaque chimique reste faible en solution neutre ou alcaline, la bonne résistance à l'acide sulfurique concentré est vérifiable à froid. Par contre, l'acide nitrique attaque rapidement cette matière. 
Ces fontes alliées sont des matériaux assez peu coûteux, appréciés pour leurs résistances à l'oxydation et à l'érosion en général, à l'eau de mer et à la corrosion alcaline en particulier, leur résistance à de grandes variations de températures, aux dilatations thermiques, à l'abrasion par friction ou frottement, ainsi que leur bonne stabilité de structure à de nombreuses conditions, y compris en milieu très froid.

### Confusions
Il existe d'une certaine façon trois types de fontes contenant du nickel :
- les ferronickels, composés chimiques indéfinis qui sont des ferroalliages utilisés comme ingrédients ou intermédiaire en sidérurgie.
- les fontes brutes de nickel, ou NPI. Ce sont des ferroalliages de qualité médiocre.
- les fontes au nickel, dont fait partie le Ni-resist.

## Utilisations
Ce matériau de construction est souvent employé au contact de l'eau de mer, de solutions d'acide sulfurique, d'acide chlorhydrique, ainsi que dans le raffinage pétrolier.
On le retrouve communément dans les corps de pompes, les guides de soupape, les vannes ou les portes d'écluses, les valves d'eau de mer, les systèmes de joints, de scellement, d'obturation et de fermeture, et dans de nombreuses pièces techniques, comme les pistons (inserts de segment), hélices, pompes à insecticides, pièces de four ou de fourneaux...